# هویان
دولت هویان (چینی سنتی:後燕)، (۳۸۴–۴۰۷ میلادی)؛ دولتی بود که توسط «مورونگ‌ چوی (慕容垂)» از قبیله ژیان‌بی در طول دوره و شانزده پادشاهی تأسیس شد. نام این کشور «یان» بود، اما از آنجایی که همزمان چهار کشور با همین نام وجود داشت، این کشور که به عنوان دومین کشور تأسیس شد، برای متمایز کردن آن، «هویان» نامیده شد. هویان در درگیری دائمی با امپراتوری گوگوریو بود و بعداً زمانی که «گائو اون (مورونگ یون)»، یکی از اعضای خانواده سلطنت گوگوریو، تاج و تخت امپراتوری را غصب کرد و «یان شمالی» را بنیانگذاری کرد که یان شمالی هم در سال ۴۳۶ میلادی نابود شد.
به دلیل ویرانی‌های وارد شده به ینگچنگ پایتخت پیشین یان، شهر ژونگشان به نخستین پایتخت یان جدید تبدیل شد. هویان موفق شد تا سال ۳۹۴ میلادی بیشتر قلمرو قدیمی خود را در لیاونینگ، هه‌بئی، شنشی، شاندونگ و هه‌نان بازپس گیرد. با این حال پس از حمله وی شمالی در سال ۳۹۶ میلادی، آنها به لیائونینگ و بخش‌هایی از شمال شرقی هبی محدود شدند، جایی که لونگچنگ را پایتخت جدید خود قرار دادند. قلمرو آنها در طول جنگ با امپراتوری گوگوریو با از دست دادن شبه‌جزیره لیائودونگ، بیشتر کاهش یافت.
حاکمان دولت هویان در ابتدا خود را «امپراتور» اعلام کردند، اما در اواخر عمر عنوان کوچک‌تر «تیان وانگ (天王)» به معنی «پادشاه آسمانی» را برای خود برگزیدند. برخی از مورخان، مورونگ شی را واپسین حاکم دولت هویان می‌دانند، در حالی که برخی دیگر، گائو یون، یکی از اعضای خانواده امپراتوری گوگوریو را که به فرزندی پذیرفته شده را واپسین حاکم می‌دانند.

## گاه شماری

### بازسازی یان (۳۸۳-۳۸۵)
پس از شکست کین سابق در نبرد فیشوی در سال ۳۸۳، اشراف یان سابق، مورونگ چوی که تسلیم کین سابق شده بودند، با رضایت به ی بازگشتند. شهر فوجیان.  در آن زمان، طایفه دینگ لینگ ژای بین نیروهای خود را در منطقه شینان در لوئویانگ برای شورش علیه سلسله کین جمع کرد و از یچنگ فو فیلونگ محافظت می کرد به رهبری مرونگ چوی ۱٫۰۰۰ سرباز به عنوان معاون او رفت و با ژای بین برخورد کرد، اما مورونگ چوی در طول راهپیمایی به فو فیلونگ حمله کرد و او را کشت و با سلسله کین سابق رسماً از هم پاشید.
در ماه اول سال ۳۸۴، مورونگ چوی از رودخانه زرد عبور کرد و به نزدیکی لیویانگ رفت و در آنجا با ژای‌بین برای حمله به لیویانگ متحد شد.  بعداً، او نیروهای خود را به سمت شرق رهبری کرد و در اولین سال تأسیس یانیوآن، خود را ژنرال، فرماندار و پادشاه یان در شینگ یانگ خواند.  سپس از رودخانه زرد از شیمن عبور کردند و با حضور بیش از ۲۰۰٫۰۰۰ نفر به سمت یه حرکت کردند.  از آنجایی که فوپی یچنگ را نگه داشت، مورنگ چوی نتوانست آن را برای مدت طولانی تصرف کند به دلیل جنگ، اقتصاد هبی آسیب زیادی دید. در اوت ۳۸۵، فوپی از یچنگ عقب نشینی کرد و به جین یانگ عقب نشینی کرد.  در ماه اول سال ۳۸۶، مورونگ چوی خود را امپراتور اعلام کرد و پایتخت خود را به ژونگشان (امروزه استان هبئی تبدیل کرد، او سلسله یوان را به جیان‌شینگ تغییر داد و به عنوان هویان شناخته شد).

### حمله و نابود کردن ژیان (۳۸۶ - ۳۹۴)
در اکتبر ۳۸۶، بزرگترین پسر مورونگ چوی وارد ژیان (غرب امروز شهرستان چانگزی، استان شانشی)، خود را امپراتور اعلام کرد، سلسله هویان را به ژونگ شینگ تغییر داد و امروز منطقه را در استان شانشی اشغال کرد. از آنجایی که هویان به شی یان که بخشی از این قبیله بود، اجازه نداد عنوان خود را غصب کند و مردم را گیج کند، او برای رهبری پادشاهی یان با یان سابق رقابت کرد. پس از نابودی ژای‌وی در سال ۳۹۲، او نیروهایی را برای حمله به یان غربی فرستاد.
در زمستان ۳۹۳، مورونگ چوی ۷۰٫۰۰۰ پیاده نظام و سواره نظام را به خدمت گرفت و به پادشاه دانیانگ مورونگ ژان دستور داد که گذرگاه جینگ‌ژینگ (کوه جینگ‌ژینگ، شهرستان جینگ‌ژینگ، استان هبئی) را ترک کند تا به مدافع ژیان مورونگ یون، حمله کند برای دفاع از لوچان. بهار سال بعد، مورونگ چوی سربازان را از سی، جی، کین و ژیان افزایش داد و نیروها را به سه گروه تقسیم کرد تا از فوکو (کوه شیگو اکنون در شمال غربی شهرستان سی، استان هبئی)، هوگو‌آن خارج شوند و ژویان نیروهای خود را تقسیم کرد و از دفاع خودداری کرد. بعداً مورونگ چوی برای بیش از یک ماه نیروهای خود را در جنوب غربی یچنگ مستقر کرد مورونگ یونگ مشکوک شد که هویان می‌خواهد نیروها را از ورودی جنوبی کوه تای‌هانگ به پیش ببرد، بنابراین بیشتر سربازان خود را به آنجا منتقل کرد. ژیگوان در تابستان، مورونگ چوی ارتش خود را از فوکو خارج کرد و از گذرگاه تیانجینگ به سمت تایبی (جنوب غربی شهرستان لیچنگ، استان شانشی) عجولانه ۵۰٫۰۰۰ نیروی زبده را جمع آوری کرد و به جنگ پرداخت. ارتش هویان در جنوب تایبی، ارتش ژیان در کمین شکست خورد و مورونگ یونگ نزد پسر بزرگش گریخت. هویان جین‌یانگ را تصرف کرد، پسر ارشد را محاصره کرد و یان غربی را در اوت نابود کرد.
مورونگ چوی پس از نابودی سلسله یان غربی، او از زوال و هرج و مرج سلسله جین شرقی برای تصرف قلمرو چینگ و یان استفاده کرد و قلمرو خود را به سمت جنوب تا لین‌یی و ژائو‌ژوآنگ در شاندونگ امروزی گسترش داد.

### رویارویی بین هویان و وی (۳۹۴-۳۹۶)
در سال ۳۸۶، تائوبا گوی وی شمالی را تأسیس کرد. در ابتدا، رابطه بین هویان و وی شمالی دوستانه بود، زیرا هویان فاقد اسب های جنگی بود، او بارها از وی شمالی درخواست کمک کرد و حتی فرستادگان وی شمالی را بازداشت کرد تا بتواند اسب های معروفی را به دست آورد دو کشور به پایان رسیدند. وی شمالی سیاست اتحاد با یان غربی را برای رد هویان‌ برای مقابله با یان سابق اتخاذ کرد. هنگامی که یان غربی در سال ۳۹۴ در بحران بود، وی شمالی ۵۰٫۰۰۰ سرباز برای حمایت از یان غربی فرستاد. در ماه مه سال بعد، مورونگ چوی به شاهزاده مورونگ بائو و مورونگ لین به شاه ژائو دستور داد تا ۸۰٫۰۰۰ سرباز را برای حمله به وی رهبری کنند و پادشاه فن یانگ مورونگ دی را به وی فرستاد. ۱۸٫۰۰۰ پیاده نظام و جانشین سواره نظام. وی شمالی شنیدم که ارتش یان در حال حرکت به سمت شمال است، بنابراین آنها قبایل، دام ها و سربازان خود را به جنوب رودخانه زرد (لیگ امروزی ییکه‌ژائو در مغولستان داخلی) منتقل کردند تا از ارتش یان جلوگیری کنند. تا اکتبر، هویان به دلیل سرمای شدید بیرون دیوار و روحیه پایین مجبور به عقب نشینی شد. در این زمان، وی شمالی تائوباژون را با ۷۰٫۰۰۰ سواره نظام فرستاد تا مانع از بازگشت ارتش یان به جنوب شود.  تائوبا گوی ۲۰٫۰۰۰ سرباز را گرفت و به ارتش هویان حمله کرد و ارتش در هرج و مرج قرار گرفت، پادشاه ژنان چهل تا پنجاه هزار سرباز وی، هزاران نفر از افسران و مقامات نظامی هو یان را دستگیر کردند و تعداد بی‌شماری اسلحه، لباس و غذا را به دام انداختند و همه فرزندان‌ یان سابق را در شان‌هبی کشتند. و دیگران به تنهایی فرار کردند. در تاریخ به آن نبرد شن‌هبی می گویند.
پس از اینکه مورونگ بائو و دیگران به ژونگشان بازگشتند، آنها بارها درخواست کردند که دوباره به وی حمله کنند مورونگ دی همچنین مورونگ چوی را متقاعد کردند که شخصاً زمانی که هنوز زنده بود آن را فتح کند تا از مشکلات آینده جلوگیری کند. مورونگ چوی نظرات آنها را پذیرفت.  در مارس ۳۹۶، مورونگ چوی یک ارتش را رهبری کرد تا دوباره به وی حمله کند و وی چن لیوگونگ تائوبا ژیان را شکست داد. در آوریل، مورونگ چوی بر اثر بیماری درگذشت. مورونگ چوی این اکسپدیشن شمالی نتوانست افول نظامی یان سابق را معکوس کند.  پس از آن، تائوبا گوی سیصد تا چهارصد هزار سوار خود را برداشت و به دشت مرکزی راند.

### زوال و نابودی (۳۹۶-۴۰۹)
در آوریل ۳۹۶، مورنگ‌چوی بر اثر بیماری درگذشت و پسرش مورنگ‌بائو به سلطنت رسید. هویان دارای پنج مرکز مهم استراتژیک و سیاسی در کشور به نام‌های ژونگشان، لانگ‌چنگ، یه، جین‌یانگ و جی بود. در ماه اوت و سپتامبر، تائوباگوی از سلسله وی شمالی ارتشی بیش از ۴۰۰٫۰۰۰ نفری را برای حمله به جین‌یانگ رهبری کرد. در ماه نوامبر، چانگشان و شیندو دستگیر شدند، مقامات بسیاری از شهرستان‌ها و شهرستان‌های هبی یا فرار کردند یا تسلیم شدند. در این زمان، مورنگ‌بائو ۱۲۰٫۰۰۰ پیاده و ۳۷٫۰۰۰ سواره نظام در ژونگشان داشت و همه آنها برای مقاومت در برابر ارتش وی بیرون آمدند و با شکست سنگین بازگشتند. ارتش وی راهپیمایی کرد و ژونگشان را محاصره کرد. در ماه اکتبر، ارتش وی ژونگشان را تصرف کرد و بعداً بیش از ۲۰٫۰۰۰ مقام و سرباز یان تسلیم شدند.
در سال ۳۹۸، مورونگ‌دی خود را پادشاه یان در هواتای اعلام کرد و نان‌یان را تأسیس کرد. لان‌خان مورنگ.بائو را کشت و خود را ژنرال داشان و پادشاه چانگلی نامید. مورنگ‌شنگ لان‌خان را کشت و بعداً در جنگ صلیبی علیه گوریو و کوموکسی به موفقیت‌های بزرگی دست یافت.‌ اشراف ژیان‌بی کوچکترین پسر مورنگ‌چوی مورونگ‌ژی را به عنوان امپراتور تأسیس کردند و او سیاست تقسیم هویان را برای حکومت بر کشور اتخاذ کرد. در این زمان، قلمرو هویان تنها در منطقه لیائونینگ غربی بود و خانوارهای زیادی در آن وجود نداشت، اما او ساخت و سازهای وسیعی انجام داد و کاخ ها، باغ ها و آلاچیق ها را ساخت که بلایای بی پایانی را برای مردم به ارمغان آورد. در سال ۴۰۷، برادران ژنرال فنگ‌با از مراسم تشییع جنازه مورنگ‌ژی برای ملکه فو استفاده کردند و شورشی را آغاز کردند. در سال ۴۰۹، نگهبانان امپراتوری گو‌اون وظایف خود را ترک کردند، تائو‌رن گو‌اون را کشت، ژنرال فنگ‌با خود را پادشاه بهشت معرفی کرد و هویان نابود شد.

## اتفاقات مهم
- درسال ۳۸۴: تأسیس هویان؛ مورونگ‌چوی یه را احاطه کرد.
- درسال ۳۸۵: گوگوریو را شکست داد و وارد لیادونگ شوید.
- درسال ۳۹۴: ژیان را مورد حمله قرار داد و ویران کرد.
- درسال ۳۹۵: ارتش هویان و ارتش وی شمالی در نبرد شنهبی شکست خوردند و ارتش هویان شکست خورد.
- در سال ۳۹۶: مورونگ‌چوی ارتشی را برای حمله به سلسله وی شمالی رهبری کرد، اما در راه به دلیل بیماری درگذشت. شاهزاده مورونگ‌بائو بر تخت نشست.
- درسال ۳۹۷، وی شمالی تائوبا‌گوی به پایتخت هویان ژونگشان حمله کرد. مورونگ‌بائو، پادشاه هویان، به لانگ‌چنگ گریخت.
- درسال ۳۹۸: مورونگ‌بائو کشته شد و مورونگ‌شنگ لان‌خان را سرنگون کرد و تاج و تخت را تصرف کرد.
- درسال ۴۰۱: مورونگ‌شنگ ترور شد. شاهدخت دواگر دینگ از مورونگ‌ژی پشتیبانی کرد.
- درسال ۴۰۷: ژنرال هان، فنگ‌با از گو‌اون به عنوان پادشاه هویان حمایت کرد و مورونگ‌ژی را کشت.  برخی از مورخان این سال را سالی می دانند که هویان ویران شد و یان شمالی تأسیس شد.
- درسال ۴۰۹: گواون کشته شد و فنگ‌با به سلطنت رسید. برخی از مورخان این سال را سالی می دانند که هویان نابود شد و یان شمالی تأسیس شد.